# The Mind Is a Terrible Thing to Taste
The Mind Is a Terrible Thing to Taste es el cuarto álbum de estudio de la banda estadounidense Ministry, publicado en 1989 por Sire/Warner Bros. Records. Al Jourgensen se inspiró en el sonido de las bandas Stormtroopers of Death y Rigor Mortis para añadir guitarras de thrash metal a The Mind Is a Terrible Thing to Taste y otros álbumes posteriores de Ministry.
El crítico musical Tom Moon incluyó el álbum en su libro 1,000 Recordings to Hear Before You Die, refiriéndose a él como "uno de los mejores trabajos de música industrial, adelantado a su época". Dándole un ranking de 4.5 sobre 5, el crítico de AllMusic Marc van der Pol lo describió como un "álbum maravilloso" que evita los clichés comunes de este tipo de música.

## Lista de canciones
| N.º | Título             | Escritor(es)                                                 | Duración |  |
| 1.  | «Thieves»          | Alain Jourgensen, Paul Barker, Chris Connelly, Kevin Ogilvie | 5:02     |  |
| 2.  | «Burning Inside»   | Jourgensen, Barker, Bill Rieflin, Connelly                   | 5:20     |  |
| 3.  | «Never Believe»    | Jourgensen, Barker, Connelly                                 | 4:59     |  |
| 4.  | «Cannibal Song»    | Jourgensen, Barker, Connelly                                 | 6:10     |  |
| 5.  | «Breathe»          | Jourgensen, Barker, Rieflin, Connelly, Ogilvie               | 5:40     |  |
| 6.  | «So What»          | Jourgensen, Barker, Rieflin, Connelly                        | 8:14     |  |
| 7.  | «Test»             | Jourgensen, Barker, Rieflin, K. Lite                         | 6:04     |  |
| 8.  | «Faith Collapsing» | Jourgensen, Barker, Rieflin                                  | 4:01     |  |
| 9.  | «Dream Song»       | Jourgensen, Barker                                           | 4:48     |  |

## Personal
- Al Jourgensen – voz, guitarras, teclados, producción
- Paul Barker – bajo, programación, voz, producción